# Эссиг, Герман
Герман Эссиг (нем. Hermann Essig; 28 августа 1878, Трухтельфинген, — 21 июня 1918, Берлин) — немецкий драматург, новеллист и поэт.

## Биография
Герман Эссиг был сыном трухтельфингенского пастора и старшим братом будущего художника Густава Эссига. Школьные годы он провел в Вайнсберге и Хайльбронне, где окончил Карловскую гимназию. Учился в Высшей технической школе в Штутгарте. В 1902 году ему пришлось уехать в Швейцарию лечиться от болезни легких. Там он начал писать. С 1904 года он жил в Берлине, сначала зарабатывая на жизнь как чертежник, а затем как писатель. В 1905 году женился на вдове Эмиля Розенова, социал-демократического депутата рейхстага и писателя. Тогда же он закончил драму «Возвышение Наполеона» (нем. Napoleons Aufstieg). Его комедия «Кот Лампа» (нем. Kater Lampe) была сыграна очень успешно и надолго обеспечила Эссига, обыкновенно успеха не имевшего. В последующие годы он пытался закрепиться в литературной жизни Берлина. В 1906—1907 годах последовали трагедия «Сверхдьявол» (нем. Ueberteufel) и драма «Их тихое счастье» (нем.  Ihr stilles Glück –!), в 1908-м повесть «Лягушка, предсказывающая дождь» (нем. Der Wetterfrosch) и трагедия «Испытание Марии» (нем. Mariä Heimsuchung).
До тех пор Эссигу не везло ни с постановками, ни с издательствами. В конце концов через редактора издательства S. Fischer Verlag Морица Хаймана Эссиг познакомился с издателем Паулем Кассирером. В его издательстве появились швабские комедии «Вайнсбергские бабы» (нем. Die Weiber von Weinsberg) и «Счастливая корова» (нем. Die Glückskuh). Только теперь критики мало-помалу обратили внимание на Эссига, который неустанно продолжал писать. В 1910 году он закончил пьесу «Герой из леса» (нем. Der Held vom Wald), в 1911-м — комедию «Женская смелость» (нем. Der Frauenmut).
В 1911 году некоммерческий театр «Пан» впервые поставил одну из его пьес «Счастливая корова». Поэт Якоб ван Годдис писал об этом:
Герман Эссиг больше всего забавляет меня искажением привычной психологической перспективы. Женщин он изображает как более духовных, как более сознательных животных, чьи решения рождаются в большей ясности, дальше от безрассудной тупости, но он также находит их более злобными, более резкими, более лживыми. Германа Эссига можно было бы назвать жестоким психологом, если бы не чувствовалось: он слишком любит женщин, чтобы идеализировать их; он еще может с наслаждением улыбаться там, где Стриндберг бушует и обвиняет.
В 1911 и 1912 годах известный критик Альфред Керр, являвшийся ответственным редактором журнала «Пан», помещал в нём рассказы Эссига. В 1912 году Эссиг закончил одноактную комедию «Голубятня» (нем. Taubenschlag).
Тогда же Эссиг порвал с Кассирером, ибо посчитал, что не получает достаточной поддержки. Эссиг опубликовал многие из ещё неопубликованных драм в собственном издательстве, в том числе новую пьесу «Солдаты кайзера» (нем. Des Kaisers Soldaten) и комедию «Кабан в рясе» (нем. Der Schweinepriester).
В 1913 году за «Героя из леса» ему была вручена премия Генриха Клейста (также лауреатом стал Оскар Лёрке), что ознаменовало крупный финансовый и моральный успех. В том же году Эссиг закончил комедию «Сон фараона» (нем. Pharaos Traum), а также познакомился с Гервартом Вальденом, издателем журнала «Штурм». Вальден взял на себя издание драм Эссига, но добиться их постановок не смог.
В 1914 году Эссига призвали на военную службу и направили в Грауденц для обучения саперов. Тогда же он вновь получил премию Клейста (за «Солдат кайзера»), снова разделив её — на этот раз с Фрицем фон Унру. Первые постановки в Берлине и Дюссельдорфе приводят его к конфликту с цензурой. В последующие годы она будет принимать против него меры снова и снова, прежде всего из-за непристойных сцен и насмешек над духовенством.
В 1916 году он завершил пьесу Эмиля Розенова «Надежда вагантов» (нем. Die Hoffnung des Vaganten).
В 1917 году Эссиг был на год освобожден от военной службы из-за неврастении. За это время он пишет роман с ключом «Тайфун» (нем. Der Taifun) и комедию с ключом «Кисуля» (нем. Kätzi), в которых отвергает модерн и порывает с эксплуатирующим его «Штурмом». Оба этих произведения выйдут уже посмертно.
В апреле 1918 года Эссига снова призвали на военную службу. Трагедия «Мира, серебряная невеста» (нем. Mira, die Silberbraut) остается незавершенной. 21 июня Эссиг умер в Берлине от пневмонии.
Всего он написал шестнадцать драм, в которых сочетаются натуралистические, экспрессионистские и классические элементы. Они характеризуются реализмом и демонстрируют стилистические и содержательные отсылки к Герхарту Гауптману, Герману Зудерману и Франку Ведекинду. Темы — социальная критика, направленная против буржуазии, изоляция личности и абсурдность человеческого существования. Элементы острой сатиры и зачастую откровенно сексуальная тематика вызывали постоянное вмешательство цензоров.
Крупнейшим успехом Эссига стал его роман с ключом «Тайфун» (издан в 1919 году), в котором он высмеивал помешанную на искусстве берлинскую публику и модернистские тенденции штурмовского кружка. Писатель Казимир Эдшмид писал о «Тайфуне»:
Нет сомнений в том, что Эссиг не создает ни языка, ни формы в самом широком и предельном смысле, и тем не менее он написал книгу, невиданную ранее по компактности, оригинальности и обилию увиденного («Тайфун», Курт Вольф, Мюнхен). Тем не менее, в конечном итоге это было бы немыслимо без Штернхейма и Генриха Манна. Роман высмеивает кружок «Штурм» со смелостью форм, редко встречающейся в Германии. Бичующие романы Манна (за исключением «Учителя Гнуса», который, к сожалению, кончается плохо) стилизованы не под поэтику, не под вечность, а лишь под прославление времени. Их губит политика. Эссиг исходит не из этого, потому что кружок «Штурм» его в конце концов не беспокоит, и он не упирает на сенсационность того, что в конечном итоге даже невидимые картины продаются как последний писк абстракции в виде пустых рам. Скорее, его волнует человеческая нищета, стоящая за этим, извращенность души, самые невероятные проявления извращенного, причудливого бытия. И он с необыкновенной сосредоточенностью соединяет воедино самые неприятные, ужасные и дерзкие вещи. Несомненно, один из лучших сатирических романов нашего времени, и в результате, то есть из-за своего содержания, которое осмелилось выйти за рамки своего времени, он был недооценен.
Эссига ценили такие критики, как Альфред Керр и Франц Бляй, но в то же время порицали его за недостаток техники и слабость драматургии.
Эссиг был похоронен на берлинском парковом кладбище Лихтерфельде. После Второй мировой войны его могила была утрачена.

## Посмертная оценка
В Веймарской республике драмы Эссига ставились прежде всего в Берлине, в том числе такими режиссёрами, как Юрген Фелинг и Леопольд Йеснер. В 1933 году книги Эссига были включены в список книг, подлежащих сожжению, а при обыске помещений «Штурма» его произведения также были конфискованы и отправлены на макулатуру. Однако президент Имперской палаты литературы Ганс Йост подтвердил в письме вдове, что Эссиг в целом не запрещен и что он даже ценит его творчество. До 1975 года постановок больше не было.
В начале 1970-х Хелена Вайгель обратила внимание руководителя издательства Verlag der Autoren Карлхайнца Брауна на пьесы Эссига. В результате произошел небольшой ренессанс драматурга. Его комедии «Счастливая корова», «Кабан в рясе», «Вайнсбергские бабы» и «Женская смелость» с 1978 года ставились в Штутгарте, Базеле, Эсслингене, Пфорцхайме, Фрайбурге и Нюрнберге. В 1988—1989 годах в Мюнхенском народном театре Рут Дрексель с огромным успехом шла баварская версия «Счастливой коровы». Также она была записана для телевидения.
Писатель Мартин Вальзер, чья дочь Франциска Вальзер сыграла Ребеккле в первой постановке «Счастливой коровы», сказал:
Я безумно хочу прочесть остальные пьесы, потому что этот ритм речи меня околдовал, у меня постоянно возникает искушение говорить фразами Эссига, я едва могу сдерживаться. Понятно, что Эссиг более не должен исчезнуть...